# Bundesliga niemiecka w koszykówce mężczyzn
Basketball-Bundesliga (oficjalny skrót BBL) – najwyższa w hierarchii klasa męskich ligowych rozgrywek koszykarskich w Niemczech, będąca jednocześnie najwyższym szczeblem centralnym (I poziom ligowy). Zmagania w jej ramach toczą się cyklicznie (co sezon), systemem kołowym, od edycji 1983/1984 dodatkowo z fazą play-off na zakończenie każdego z sezonów i przeznaczone są dla najlepszych niemieckich klubów koszykarskich. Jej triumfator zostaje Mistrzem Niemiec, zaś najsłabsze drużyny relegowane są do ProA (w latach 1975–2007 pod nazwą 2. Basketball Bundesliga). Czołowe zespoły klasyfikacji końcowej każdego sezonu uzyskują prawo występów w europejskich pucharach w sezonie następnym (Euroligi, Europucharu ULEB, Ligi Mistrzów FIBA, bądź FIBA Europe Cup).

## Nazwy sponsorskie ligi
- 1966–2009 Basketball Bundesliga
- 2009–2016 Beko BBL
- 2016–2021 easyCredit BBL

## Drużyny w sezonie 2016/2017
| Klub                       | Miasto      | Hala                       | Pojemność |
| -------------------------- | ----------- | -------------------------- | --------- |
| Brose Baskets              | Bamberg     | Brose Arena                | 06.800    |
| Medi Bayreuth              | Bayreuth    | Oberfrankenhalle           | 04.000    |
| Alba Berlin (P)            | Berlin      | O2 World Berlin            | 14.500    |
| Telekom Baskets Bonn       | Bonn        | Telekom Dome               | 06.000    |
| Basketball Löwen Brunszwik | Brunszwik   | Volkswagen Halle Brunszwik | 06.100    |
| Eisbären Bremerhaven       | Bremerhaven | Stadthalle Bremerhaven     | 04.050    |
| Crailsheim Merlins (N)     | Crailsheim  | Arena Hohenlohe            | 03.000    |
| Fraport Skyliners          | Frankfurt   | Fraport Arena              | 05.002    |
| BG Getynga (N)             | Getynga     | Sparkassen-Arena           | 03.450    |
| Phoenix Hagen              | Hagen       | Enervie Arena              | 03.402    |
| MHP Riesen Ludwigsburg     | Ludwigsburg | MHPArena                   | 05.300    |
| Bayern Monachium (M)       | Monachium   | Audi Dome                  | 06.700    |
| EWE Baskets Oldenburg      | Oldenburg   | EWE Arena                  | 06.042    |
| Artland Dragons            | Quakenbrück | Artland-Arena              | 03.000    |
| TBB Trier                  | Trier       | Arena Trier                | 05.900    |
| Walter Tigers Tybinga      | Tybinga     | Paul Horn-Arena            | 03.132    |
| Ratiopharm Ulm             | Ulm         | Ratiopharm arena           | 06.000    |
| Mitteldeutscher BC         | Weißenfels  | Stadthalle Weißenfels      | 03.000    |

## Mistrzowie Bundesligi
- 1967 - MTV 1846 Gießen
- 1968 - MTV 1846 Gießen
- 1969 - VfL Osnabrück
- 1970 - TuS 04 Leverkusen
- 1971 - TuS 04 Leverkusen
- 1972 - TuS 04 Leverkusen
- 1973 - USC Heidelberg
- 1974 - SSV Hagen
- 1975 - MTV 1846 Gießen
- 1976 - TuS 04 Leverkusen
- 1977 - USC Heidelberg
- 1978 - MTV 1846 Gießen
- 1979 - TuS 04 Leverkusen
- 1980 - SSC Göttingen
- 1981 - BSC Saturn Köln
- 1982 - BSC Saturn Köln
- 1983 - ASC Göttingen
- 1984 - ASC Göttingen
- 1985 - Bayer Leverkusen
- 1986 - Bayer Leverkusen
- 1987 - BSC Saturn Köln
- 1988 - BSC Saturn Köln
- 1989 - BG Steiner Bayreuth
- 1990 - Bayer Leverkusen
- 1991 - Bayer Leverkusen
- 1992 - Bayer Leverkusen
- 1993 - Bayer Leverkusen
- 1994 - Bayer Leverkusen
- 1995 - Bayer Leverkusen
- 1996 - Bayer Leverkusen
- 1997 - Alba Berlin
- 1998 - Alba Berlin
- 1999 - Alba Berlin
- 2000 - Alba Berlin
- 2001 - Alba Berlin
- 2002 - Alba Berlin
- 2003 - Alba Berlin
- 2004 - Skyliners Frankfurt
- 2005 - GHP Bamberg
- 2006 - RheinEnergie Köln
- 2007 - Brose Baskets Bamberg
- 2008 - Alba Berlin
- 2009 - EWE Baskets Oldenburg
- 2010 - Brose Baskets Bamberg
- 2011 - Brose Baskets Bamberg
- 2012 - Brose Baskets Bamberg
- 2013 - Brose Baskets Bamberg
- 2014 - Bayern Monachium
- 2015 - Brose Baskets Bamberg
- 2016 - Brose Baskets Bamberg
- 2017 - Brose Baskets Bamberg
- 2018 - Bayern Monachium
- 2019 - Bayern Monachium

## Finały
| Sezon   | Przewaga własnego parkietu | Rezultat | Brak przewagi własnego parkietu | 1. miejsce w sezonie regularym | Bilans |
| ------- | -------------------------- | -------- | ------------------------------- | ------------------------------ | ------ |
| 1986–87 | Bayer 04 Leverkusen        | 0–2      | Saturn Kolonia                  | Bayer 04 Leverkusen            | 18–2   |
| 1987–88 | Bayer 04 Leverkusen        | 1–3      | Saturn Kolonia                  | Bayer 04 Leverkusen            | 19–3   |
| 1988–89 | Steiner Bayreuth           | 3–2      | Bayer 04 Leverkusen             | Steiner Bayreuth               | 20–2   |
| 1989–90 | Steiner Bayreuth           | 1–3      | Bayer 04 Leverkusen             | Steiner Bayreuth               | 21–1   |
| 1990–91 | Bayer 04 Leverkusen        | 3–2      | BG Charlottenburg               | Bayer 04 Leverkusen            | 30–2   |
| 1991–92 | Bayer 04 Leverkusen        | 3–0      | Alba Berlin                     | Bayer 04 Leverkusen            | 28–4   |
| 1992–93 | Bayer 04 Leverkusen        | 3–1      | TTL Bamberg                     | Bayer 04 Leverkusen            | 26–6   |
| 1993–94 | Bayer 04 Leverkusen        | 3–0      | Brandt Hagen                    | Bayer 04 Leverkusen            | 28–4   |
| 1994–95 | Bayer 04 Leverkusen        | 3–0      | Alba Berlin                     | Bayer 04 Leverkusen            | 28–4   |
| 1995–96 | Bayer 04 Leverkusen        | 3–1      | Alba Berlin                     | Bayer 04 Leverkusen            | 24–2   |
| 1996–97 | Alba Berlin                | 3–1      | Telekom Baskets Bonn            | Alba Berlin                    | 24–2   |
| 1997–98 | Alba Berlin                | 3–0      | ratiopharm Ulm                  | Alba Berlin                    | 21–3   |
| 1998–99 | Alba Berlin                | 3–2      | Telekom Baskets Bonn            | Alba Berlin                    | 22–4   |
| 1999–00 | Alba Berlin                | 3–0      | Bayer 04 Leverkusen             | Alba Berlin                    | 24–2   |
| 2000–01 | Alba Berlin                | 3–0      | Telekom Baskets Bonn            | Alba Berlin                    | 25–1   |
| 2001–02 | RheinEnergie Kolonia       | 0–3      | Alba Berlin                     | Opel Skyliners                 | 20–6   |
| 2002–03 | Alba Berlin                | 3–0      | TSK Bamberg                     | Telekom Baskets Bonn           | 19–7   |
| 2003–04 | Opel Skyliners             | 3–2      | GHP Bamberg                     | Alba Berlin                    | 20–8   |
| 2004–05 | GHP Bamberg                | 3–2      | Opel Skyliners                  | Alba Berlin                    | 22–8   |
| 2005–06 | Alba Berlin                | 1–3      | RheinEnergie Kolonia            | Alba Berlin                    | 26–4   |
| 2006–07 | Brose Baskets              | 3–1      | Artland Dragons                 | Alba Berlin                    | 28–6   |
| 2007–08 | Alba Berlin                | 3–1      | Telekom Baskets Bonn            | Alba Berlin                    | 27–7   |
| 2008–09 | EWE Baskets Oldenburg      | 3–2      | Telekom Baskets Bonn            | Alba Berlin                    | 26–8   |
| 2009–10 | Brose Baskets              | 3–2      | Deutsche Bank Skyliners         | EWE Baskets Oldenburg          | 25–9   |
| 2010–11 | Brose Baskets              | 3–2      | Alba Berlin                     | Brose Baskets                  | 32–2   |
| 2011–12 | Brose Baskets              | 3–0      | ratiopharm Ulm                  | Brose Baskets                  | 30–4   |
| 2012–13 | Brose Baskets              | 3–0      | EWE Baskets                     | Brose Baskets                  | 26–8   |
| 2013–14 | Bayern Monachium           | 3–1      | Alba Berlin                     | Bayern Monachium               | 29–5   |
| 2014–15 | Brose Baskets              | 3–2      | Bayern Monachium                | Brose Baskets                  | 29–5   |
| 2015–16 | Brose Baskets              | 3–0      | ratiopharm Ulm                  | Brose Baskets                  | 31–3   |
| 2016–17 | Brose Bamberg              | 3–0      | EWE Baskets Oldenburg           | ratiopharm Ulm                 | 30–2   |
| 2017–18 | Bayern Monachium           | 3–2      | Alba Berlin                     | Bayern Monachium               | 31–3   |
| 2018–19 | Bayern Monachium           | 3–0      | Alba Berlin                     | Bayern Monachium               | 31–3   |

## Nagrody

### MVP finałów
| Sezon   | MVP Finałów      |
| ------- | ---------------- |
| 2004–05 | Chris Williams   |
| 2005–06 | Immanuel McElroy |
| 2006–07 | Casey Jacobsen   |
| 2007–08 | Julius Jenkins   |
| 2008–09 | Rickey Paulding  |
| 2009–10 | Casey Jacobsen   |
| 2010–11 | Kyle Hines       |
| 2011–12 | P.J. Tucker      |
| 2012–13 | Anton Gavel      |
| 2013–14 | Malcolm Delaney  |
| 2014–15 | Brad Wanamaker   |
| 2015–16 | Darius Miller    |
| 2016–17 | Fabien Causeur   |
| 2017–18 | Danilo Barthel   |
| 2018–19 | Nihad Đedović    |